# 질점
질점(質點, material particle, material point, mass point / 집중질량 集中質量)은 어떤 물체, 혹은 물체의 일부분의 무게중심에 전체의 무게가 집중되어있다고 가정했을 때 무게가 존재하는 지점이다. 좀 더 간단하게는 무게값을 가지는 0차원상의 점이다. 역학적 계산을 보다 간편하게 처리하기 위해 활용되는 기본적인 개념이다.